# Carole Lombardová
Carole Lombardová, rodným jménem Jane Alice Petersová (6. října 1908 Fort Wayne – 16. ledna 1942 pohoří Table Rock) byla americká herečka.

## Život

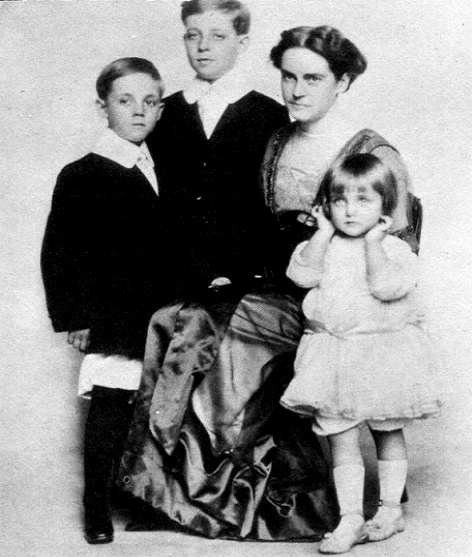
Carole Lombardová (vpravo dole) se svou matkou a dvěma bratry (1931)

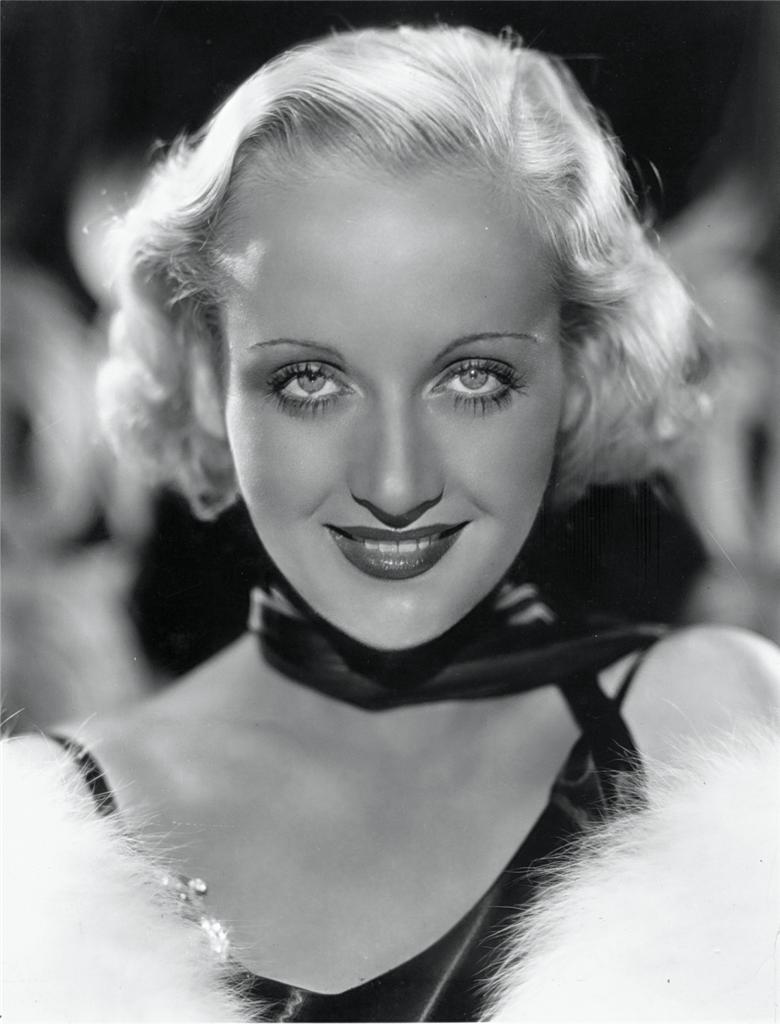
Carole Lombardová v roce 1931

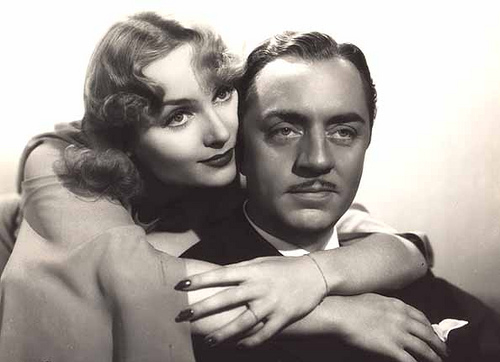
Carole Lombardová se svým prvním manželem Williamem Powellem.

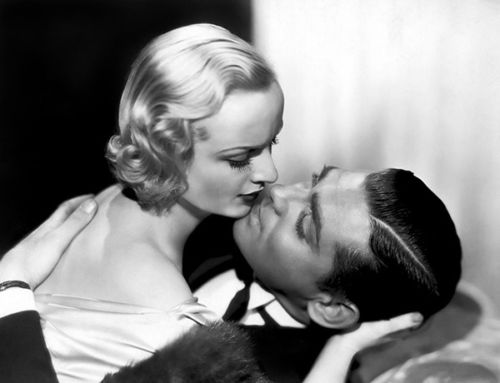
Carole Lombardová a Clark Gable ve filmu No Man of Her Own Still (1932)

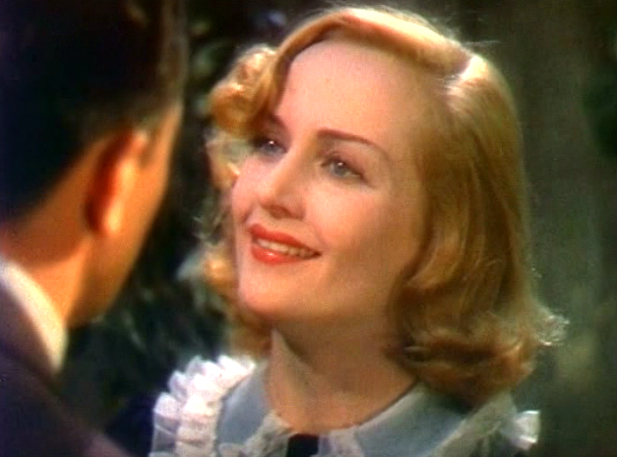
Carole Lombardová ve filmu Nothing Scared (1937)

Narodila se 6. října 1908 jako třetí dítě a jediná dcera Frederica Christiana Peterse a Elizabeth Petersové (rodným jménem Knightová). Oba její rodiče pocházeli z bohatých rodin, takže si celá rodina žila v pohodlí. Manželství jejích rodičů však bylo poměrně napjaté a v roce 1914 se její matka se všemi dětmi přestěhovala do Los Angeles; k rozvodu však přesto nedošlo.
Carole se zde v mládí úspěšně účastnila několika sportovních soutěží od plavání, volejbalu, tenisu až po atletiku, která jí později také pomohla získat své první filmové role. Již ve 12 letech si jí při hraní baseballu náhodou všiml režisér Allan Dwan, který ji brzy poté nabídl malou roli ve filmu A Perfect Crime (1921). I přestože snímek nebyl nijak široce distribuován, Caroliinu matku to přivedlo k hledání dalších filmových příležitostí pro svou dceru.
O tři roky později byla Carole nakonec pozvána na konkurz do filmu Zlaté opojení (1925). Roli však nezískala, ale v Hollywoodu se o ní jako o nadějném filmovém talentu dozvěděla spousta společností. První společností, která o ni projevila zájem, byla Vitagraph Film Company; s tou však k uzavření smlouvy nakonec nedošlo, ale jejich prvotní podmínka na změnu Caroliina rodného jména jí vydržela i po zbytek celé kariéry.
V říjnu 1924 tak 16letá Carole podepsala smlouvu se společností Fox Film Corporation (jedna ze zakládajících společností dnešních studií 20th Century Fox) a kvůli své nové kariéře dokonce opustila i školu. Fox její nové jméno schvaloval, ale na rozdíl od Vitagraphu se jim nelíbilo její příjmení, proto jí přejmenovali z Petersové na Lombardovou.
V následujících letech byla obsazována výhradně do nepodstatných vedlejších rolí v mnoha „béčkových“ westernech či dobrodružných filmech.
„Všechno, co jsem musela dělat, bylo pěkně se ušklíbnout na hrdinu a křičet hrůzou, když bojoval s padouchem.“
Kromě filmování se také stala pravidelnou návštěvnicí nočního klubu Cocoanut Grove, kde vyhrála i několik charlestonských tanečních soutěží. V březnu 1925 jí konečně přišla nabídka na hlavní roli v dramatu Marriage in Transit (1925), za který poté sklidila poměrně dobré recenze. Vedoucí studia v ní však novou hvězdu neviděli a po ukončení platnosti její roční smlouvy ji znovu neobnovili
Dne 9. září 1927 utrpěla autonehodu, při které jí střepy z čelního skla pořezaly obličej a i po nápravné operaci, jí navždy zůstala od levého oka až k nosu viditelná jizva. Po zbytek své kariéry ji proto musela zakrývat množstvím make-upu a na scéně i správným osvětlením. V té době již měla další smlouvu s režisérem Mackem Sennettem, který jí také pomáhal při rekonvalescenci a vymyslel jí i přezdívku „Carole of the Curves“, která měla odvést pozornost od její tváře k jejímu ladnému tělu.
Během své kariéry u Sennetta si mj. zahrála v mnoha groteskních komediích a stala se i jednou z jeho proslulých Sennettových koupajících se krásek. Během let 1927–1929 se objevila celkem v 31 filemch, z nichž většina byly komedie, které jí poskytly cenné zkušenosti pro její pozdější účinkování v mnoha dalších komediálních snímcích. Mimo krátkometrážní snímky si zahrála i v několika celovečerních, jako např. Artisté (1928) či Ned McCobb's Daughter (1928) ve, kterých udělala na jejich distributivní společnost Pathé Exchange dojem a z podpůrné herečky ji povýšili na hlavní hvězdu společnosti. S tímto statusem se následně objevila v mnoha dalších úspěšných snímcích, mezi které patří např. Me, Gangster (1928), High Voltage (1929) nebo Big News (1929).
Počátkem 30. let si nakrátko odskočila zpět ke studiu Fox, pro které natočila western Hrdina Arizony (1930) a hned poté se přidala ke společnosti Paramount Pictures, se kterou podepsala smlouvu na 350 $ týdně. Po dalších dvou snímcích (Safety in Numbers a Fast and Lose) z roku 1930 se objevila v komedii Franka Tuttlea It Pays to Advertise, kde si poprvé zahrála po boku svého oblíbence a hlavní mužské hvězdy studia Williama Powella, za kterého se po dalších dvou společných snímcích 26. července 1931 provdala; Carolin sňatek ještě více vyzdvihl její slávu a po dalších dvou filmech v témže roce, byla její kariéra na vrcholu.
Do roku 1932 však vstoupila dvěma poměrně neúspěšnými snímky (No One Man a Sinners of the Sun), které si však brzy opravila dramatem No More Orchids (1932), jenž byl publikem přijat podstatně lépe. Téhož roku si také záhrála se svým druhým budoucím manželem Clarkem Gablem, se kterým však dosud nebyla v žádném hlubším vztahu.
V srpnu 1933 se se svým prvním manželem Williamem Powellem rozvedla, ale po zbytek života zůstali dál přáteli. Téhož roku se také objevila v dalších pěti snímcích a mimo to se i romanticky zapletla se zpěvákem Russem Columbem; ten však o rok později tragicky zemřel, přičemž v té době už byli s Carole dokonce zasnoubeni.
Ve své hvězdné kariéře Carole nadále pokračovala hudebním dramatem Bolero (1934), které následoval kasovní trhák We're Not Dressing (1934). Hned poté si ji vypůjčil režisér Howard Hawks, pro kterého zahrála v jeho trapném, avšak velmi úspěšném komediálním snímku Dvacáté století (1934).
Během následujících dvou let se objevila v dalších pěti filmech, včetně Hand Across the Table (1935) a Její komorník (1936), které se jasně zařadily mezi její nejlepší a za ten druhý získala i nominaci na Oscara pro nejlepší herečku v hlavní roli. Krátce po těchto několika kasovních trhácích se stala jednou z nejpopulárnějších hollywoodských hereček a po dohodě s Paramountem, která jí vynesla 450 000 dolarů, se umístila i na vrcholu platového žebříčku. O jejím pětinásobně větším výdělku než měl samotný tehdejší prezident Fraklin D. Roosevelt se začalo i široce psát a opět nabyla na slávě.
I po zbytek dekády pokračovala hraním v několika dalších komediích a po snímku True Confession (1937) od Paramountu odešla a po zbytek kariéry zůstala nezávislou. Roku 1938 však natočila pouze jediný film a více se věnovala jejímu novému vztahu s hercem Clarkem Gablem. Ten však stále nebyl oficiálně rozveden se svou bývalou manželkou Riou Langhamovou, která mu to navíc ani nechtěla umožnit. Po vyrovnání v hodnotě půl milionu dolarů nakonec souhlasila a Carole se s Clarkem vzali 29. března 1939 v Kingmanu ve státě Arizona. Hned poté si pár koupil ranč v Encinu a chtěli spolu založit rodinu. Po dvou potratech a několika návštěvách specialistů však Carole zjistila, že je neplodná.
Léta 1939 se opět vrátila ke své herecké kariéře a stále jako jedna z nejlépe placených hereček i nadále toužila vyhrát Oscara. Svůj další film si tak vybírala z několika scénářů a rozhodla se pro drama Virgil in the Night (1940), ve kterém se objevila jako zdravotní sestra s mnoha osobními potížemi. Její výkon byl kriticky chválen, ale nominaci ani přízeň publika nezískala. Po dalším dramatu They Knew What They Wanted (1940) se raději vrátila zpět ke komediím. Po snímku Pan Smith s manželkou (1941) se však opět zaměřila na svůj domov a manželství a svou další roli si chtěla pečlivě vybrat.
Nakonec si zvolila černou komedii Být či nebýt (1942), která se však stala v její kariéře poslední.
Hned poté, co Spojené státy vstoupily do druhé světové války, Carole se stejně jako mnoho dalších zapojila do prodeje válečných dluhopisů. V Indianě tak získala za jediný večer více než 2 miliony dolarů a hned poté se plánovala vrátit zpět do Los Angeles. Původně měla cestovat vlakem, ale jelikož se chtěla dostat domů rychleji, zvolila si letadlo. Její matka i agent jejího muže Otto Winkler však byli proti, jelikož měli z létání strach a chtěli dodržet původní plán. Carole proto navrhla, aby si hodili mincí; její výhra se jim všem však stala osudnou.
Ráno 16. ledna 1942 tak nastoupili do letadla, které po doplnění paliva v Las Vegas narazilo do hory Double Up Peak v pohoří Potosi, 51 km jihozápadně od Las Vegas. Všech 22 lidí, včetně Caroliny matky a 15 vojáků na místě zahynulo. Příčinou havárie byla neschopnost pilotů správně navigovat. Na havárii se mohly podílet i bezpečnostní majáky, které byly tou dobou vypnuté, jako preventivní opatření před nepřátelskými japonskými bombardéry.

Carole Lombardová tak zemřela v pouhých 33 letech.

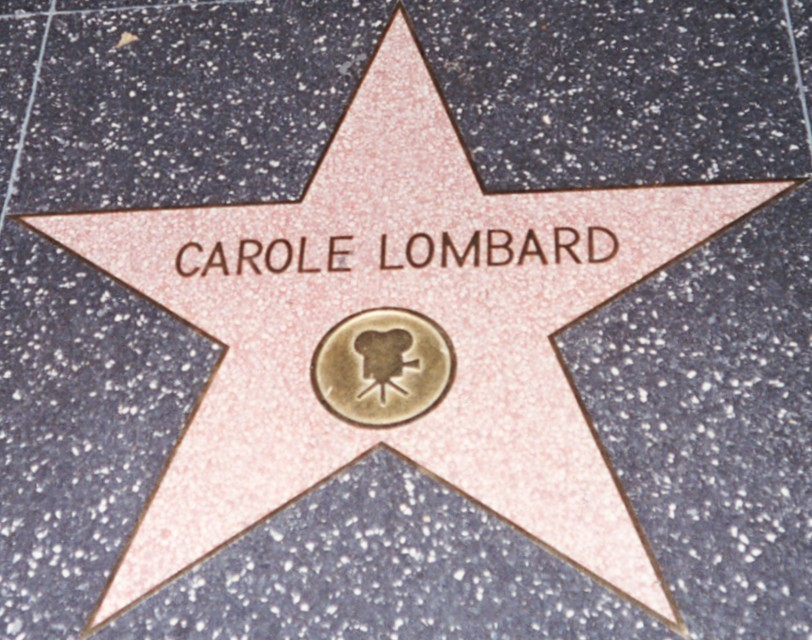
Hvězda na hollywoodském chodníku slávy

## Filmografie
- 1927 Smith's Pony (režie Alfred J. Goulding a Raymond McKee) – Krátkometrážní
- 1928 Run, Girl, Run (režie Alfred J. Goulding) – Krátkometrážní
- 1928 The Beach Club (režie Harry Edwards) – Krátkometrážní
- 1928 The Campus Carmen (režie Alfred J. Goulding) – Krátkometrážní
- 1928 Me, Gangster (režie Raoul Walsh)
- 1928 Artisté (režie Paul L. Stein)
- 1929 High Voltage (režie Howard Higgin)
- 1929 Big News (režie Gregory La Cava)
- 1929 The Racketeer (režie Howard Higgin)
- 1930 Hrdina Arizony (režie Alfred Santell)
- 1930 Safety in Numbers (režie Victor Schertzinger)
- 1930 Fast and Loose (režie Fred C. Newmeyer)
- 1931 It Pays to Advertise (režie Frank Tuttle)
- 1931 Man of the World (režie Richard Wallace)
- 1931 Up Pops the Devil (režie A. Edward Sutherland)
- 1931 I Take This Woman (režie Marion Gering)
- 1932 No One Man (režie Lloyd Corrigan)
- 1932 Sinners in the Sun (režie Alexander Hall)
- 1932 Virtue (režie Edward Buzzell)
- 1932 No More Orchids (režie Walter Lang)
- 1932 No Man of Her Own (režie Wesley Ruggles)
- 1933 From Hell to Heaven (režie Erle C. Kenton)
- 1933 Supernatural (režie Victor Halperin)
- 1933 Brief Moment (režie David Burton)
- 1933 White Woman (režie Stuart Walker)
- 1934 Bolero (režie Wesley Ruggles a Mitchell Leisen)
- 1934 We're Not Dressing (režie Norman Taurog)
- 1934 Dvacáté století (režie Howard Hawks)
- 1934 Now and Forever (režie Henry Hathaway)
- 1934 Lady by Choice (režie David Burton)
- 1934 The Gay Bride (režie Jack Conway)
- 1935 Rumba (režie Marion Gering)
- 1935 Hands Across the Table (režie Mitchell Leisen)
- 1936 Love Before Breakfast (režie Walter Lang)
- 1936 The Princess Comes Across (režie William K. Howard)
- 1936 Její komorník (režie Gregory La Cava)
- 1937 Swing High, Swing Low (režie Mitchell Leisen)
- 1937 Nothing Sacred (režie William A. Wellman)
- 1937 True Confession (režie Wesley Ruggles)
- 1938 Fools for Scandal (režie Mervyn LeRoy)
- 1939 Made for Each Other (režie John Cromwell)
- 1939 In Name Only (režie John Cromwell)
- 1940 Vigil in the Night (režie George Stevens)
- 1940 They Knew What They Wanted (režie Garson Kanin)
- 1941 Pan Smith s manželkou (režie Alfred Hitchcock)
- 1942 Být či nebýt (režie Ernst Lubitsch)